# Trichomyia bifalcata
Trichomyia bifalcata är en tvåvingeart som beskrevs av Duckhouse 1978. Trichomyia bifalcata ingår i släktet Trichomyia och familjen fjärilsmyggor. Inga underarter finns listade i Catalogue of Life.